# 3678 Mongmanwai
3678 Mongmanwai eller 1966 BO är en asteroid i huvudbältet som upptäcktes den 20 januari 1966 av Purple Mountain-observatoriet i Nanjing, Kina. Den är uppkallad efter Mong Man Wai.
Asteroiden har en diameter på ungefär 7 kilometer.